# Maasbert Schouten
Maas Gerbert (Maasbert) Schouten (Wilp, 1971) is een Nederlands ondernemer, adviseur, investeerder en voetbalbestuurder. Hij is de oprichter van kredietverstrekker AFAB en voormalig voorzitter van profvoetbalclub Vitesse.

## Voetbalbestuurder
AFAB was vanaf midden 2004 hoofd- en shirtsponsor van voetbalclub Vitesse. Schouten was sinds november 2008 lid van de raad van commissarissen van de voetbalclub; op 14 december 2009 trad hij aan als voorzitter.
Op 16 augustus 2010 werd tijdens een persconferentie bekendgemaakt dat het noodlijdende Vitesse voor een onbekend bedrag zou worden overgenomen door voormalig voetballer en voormalig voorzitter van de Georgische voetbalbond Merab Zjordania. Na de verkoop verklaarde Schouten in een interview met de Volkskrant sinds medio 2009 in het bezit te zijn geweest van 100% van de aandelen Vitesse. Schouten blijft actief als adviseur van de nieuwe eigenaar.
De voormalige eigenaar van Vitesse werd in 2014 gekozen tot voorzitter van RvC van Achilles '29. In maart 2016 vertrekt hij per direct wegens persoonlijke omstandigheden bij Achilles.

## Vermogen
Op de hoogtepunt van het succes van AFAB werd zijn vermogen door de Quote 500 in 2008 op 334 miljoen euro geschat. In juli 2010 schatte Quote het bedrag op 35 miljoen euro.